# George Duvivier
George Duvivier (Nueva York, 17 de agosto de 1920 - 11 de julio de 1985) fue un contrabajista, compositor y arreglista estadounidense de jazz.

## Trayectoria
Estudia en el conservatorio de su ciudad natal y comienza tocando con orquestas clásicas, como la Royal Baron Orchestra. Su primer trabajo profesional en la escena del jazz llega en 1939, con Coleman Hawkins y, después, bien tocando, bien escribiendo arreglos, con Lucky Millinder y Jimmie Lunceford, con quien permanece hasta 1945. Después tocaría con Sy Oliver, Billy Eckstine, Lena Horne, Terry Gibbs, Don Redman y Bud Powell, además de trabajar en un gran número de sesiones de grabación de artistas de primer nivel (Don Redman, Gene Ammons, Harry Edison, Ben Webster, Johnny Hodges, Paul Gonsalves, Louie Bellson, Oliver Nelson, Quincy Jones, Phineas Newborn, etc.), así como para el cine y la televisión. Participa en la película The Benny Goodman Story (1956) como contrabajista de la banda.
A finales de los años 1970, deja los trabajos de estudio, para realizar continuas giras, especialmente por Europa y Japón, la última de las cuales, prevista en 1985 con los All Stars de Woody Herman, debe abandonarla por enfermedad, falleciendo poco después. Una de sus últimas grabaciones fue en el programa de TV de David Letterman, acompañando a Tom Waits, en 1983.

## Estilo
Considerado como uno de los acompañantes más apreciados por músicos de una enorme diversidad estilística, su estilo se caracterizaba por una gran precisión, su calidad de tempo y la facilidad para seguir a sus compañeros. No fue un innovador en su instrumento, aunque participó en numerosas sesiones con músicos de vanguardia (Eric Dolphy, Ran Blake...)

## Discografía
| con Manny Albam - Jazz Goes to the Movies (Impulse!, 1962) con Gene Ammons - Up Tight! (Prestige, 1961) - Boss Soul! (Prestige, 1961) - The Soulful Moods of Gene Ammons (Moodsville, 1962) - Late Hour Special (Prestige, 1962 [1964]) - Sock! (Prestige, 1962 [1965]) - Night Lights (Prestige, 1970 [1985]) con Mildred Anderson - Person to Person (Bluesville, 1960) con George Benson - Jazz on a Sunday Afternoon, Volume 1 (Accord, 1973) - Jazz on a Sunday Afternoon, Volume 2 (Accord, 1973) - Jazz on a Sunday Afternoon, Volume 3 (Accord, 1973) con Kenny Burrell - Bluesin' Around (Columbia, 1962 [1983]) - Blue Bash! (Verve, 1963) - con Jimmy Smith con Arnett Cobb - Arnett Cobb and the Muse All Stars: Live at Sandy's (1978) con Eddie Lockjaw Davis - The Eddie "Lockjaw" Davis Cookbook (Prestige, 1958) - Jaws (Prestige, 1958) - The Eddie "Lockjaw" Davis Cookbook, Vol. 2 (Prestige, 1958) - The Eddie "Lockjaw" Davis Cookbook Volume 3 (Prestige, 1958) - Smokin' (Prestige, 1958) - publicado en 1964 - Very Saxy (Prestige, 1959) - Jaws in Orbit (Prestige, 1959) - Bacalao (Prestige, 1959) - Eddie "Lockjaw" Davis with Shirley Scott (Moodsville, 1960) - Misty (Moodsville, 1960) - publicado en 1963 - I Only Have Eyes for You (Prestige, 1962) - Trackin' (Prestige, 1962) con Buddy DeFranco - Like Someone in Love (1977) con Eric Dolphy - Out There (Prestige, 1960) con Art Farmer - Listen to Art Farmer and the Orchestra (Mercury Records\|Mercury]], 1962) con Jimmy Forrest - Soul Street (New Jazz, 1960) con Ronnie Foster - The Two Headed Freap (Blue Note, 1972) con Paul Gonsalves - Cleopatra Feelin' Jazzy (Impulse!, 1963) con Dizzy Gillespie - A Portrait of Duke Ellington (Verve, 1960) - Perceptions (Verve, 1961) - Giants (Perception, 1971) - con Bobby Hackett y Mary Lou Williams con Wilbur Harden - The King and I (1958) con Barry Harris - Vicissitudes (MPS, 1972) con Coleman Hawkins - Hawk Eyes (Prestige, 1959) con Bobbi Humphrey - Flute In (Blue Note, 1971) con Janis Ian - Janis Ian (Verve, 1967) con Illinois Jacquet - Illinois Jacquet Quartet Live at Schaffhausen, Switzerland, March 18, 1978 con Milt Jackson - Vibrations (Atlantic, 1960–61) con Mundell Lowe - Porgy & Bess (RCA Camden, 1958) - Themes from Mr. Lucky, the Untouchables and Other TV Action Jazz (RCA Camden, 1960) - Satan in High Heels (Charlie Parker, 1961) |  | con Johnny Lytle - The Loop (Tuba, 1965) - New and Groovy (Tuba, 1966) con Junior Mance - The Soul of Hollywood (Jazzland, 1962) con Barry Manilow - 2:00 AM Paradise Cafe (Arista, 1984) con Shelly Manne - 2-3-4 (Impulse!, 1962) con Moondog - Moondog (Columbia, 1969) con Oliver Nelson - Soul Battle (Prestige, 1960) - con Jimmy Forrest - Happenings - con Hank Jones (Impulse!, 1966) - The Spirit of '67 - con Pee Wee Russell (Impulse!, 1967) - The Kennedy Dream - (Impulse!, 1967) con Phineas Newborn - Phineas Newborn Plays Jamaica (RCA Victor, 1957) con Herbie Nichols - Love, Gloom, Cash, Love (Bethlehem, 1957) con Chico O'Farrill - Spanish Rice - con Clark Terry (Impulse!, 1966) - Nine Flags (Impulse!, 1966) con Jackie Paris - The Song Is Paris (Impulse!, 1962) con Bucky Pizzarelli - Songs for New Lovers (1978) con Bud Powell - The Amazing Bud Powell Vol. 2 (Blue Note, 1953) con Lalo Schifrin - Between Broadway & Hollywood (MGM, 1963) - New Fantasy (Verve, 1964) con Shirley Scott - Great Scott! (Prestige, 1958) - Scottie (Prestige, 1958) - The Shirley Scott Trio (Moodsville, 1958) - Scottie Plays the Duke (Prestige, 1959) - Shirley's Sounds (Prestige, 1958–60) - Soul Sister (Prestige 1960) - Like Cozy (Moodsville, 1960) - Now's the Time (Prestige, 1958–64) - Great Scott!! (Impulse!, 1964) - Roll 'Em: Shirley Scott Plays the Big Bands (Impulse!, 1966) - Soul Duo (Impulse!, 1966) - con Clark Terry - Girl Talk (Impulse!, 1967) With Derek Smith - Love for Sale (Progressive, 1978) con Sonny Stitt - What's New!!! (Roulette, 1966) - I Keep Comin' Back! (Roulette, 1966) - Parallel-a-Stitt (Roulette, 1967) - Goin' Down Slow (Prestige, 1972) - Last Sessions (1982) con Billy Taylor - Kwamina (Mercury, 1961) con Clark Terry - It's What's Happenin' (Impulse!, 1967) con Sarah Vaughan - Dreamy (Roulette, 1960) - After Hours (Roulette, 1961) con Mal Waldron - Sweet Love, Bitter (Impulse!, 1967) con Walter Wanderley - Moondreams (A&M/CTI, 1969) con Chuck Wayne - Tasty Pudding (1954) con Randy Weston - Uhuru Afrika (Roulette, 1960) |